# Обединена Македония
Обединена Македония (на македонска литературна норма: Обединета Македонија) е иредентистка македонистка концепция, чиято цел е обединението на географската област Македония в една държава, с главен град Солун, днес в Гърция. Днес, част от македонците изповядващи македонистки възгледи, приемат концепцията за национален идеал, а също и че в исторически план областта Македония е несправедливо разделена от Букурещкия договор от 1913 година. За българите днес, Обединена Македония е свързвана с концепцията на ВМРО от междувоенния период, за създаване на втора българска държава на Балканите.

## Първообраз на идеята
Концепцията съществува от края на XIX век, срещана като „автономна Македония“ в документите на Вътрешната македоно-одринска революционна организация. Организацията е основана през 1893 година в османския тогава Солун от „малка група антиосмански български революционери“, разглеждащи Македония като неделима територия и твърдят, че цялото ѝ население е „македонско“, без значение вероизповеданието или етноса. Идеята тогава е изцяло политическа и не съдържа в себе си стремеж за отделяне от българския етнос, а обединение на всички националности в региона.
Концепцията за „Обединена Македония“ в основната си част се припокрива с възприятието за „Независима Македония“, използвана от революционерите от ВМРО и от приближената ѝ „Илинденската организация“. През 1920 – 1934 нейните лидери – Тодор Александров, Александър Протогеров, Иван Михайлов и др., приемат това въжделение с цел да освободят териториите, окупирани от Сърбия и Гърция и да създадат Независима и Обединена Македония за всички македонци – българи, турци, гърци, албанци и т.н.
Преди началото на Балканската война, България се застъпва за автономност на Македония, но поради неотстъпчивостта на Сърбия и Гърция, цар Фердинанд I тайно предлага съдбата на Македония да се реши след арбитраж от страна на руския цар. Български правителства на два пъти предлагат да отдадат Пиринска Македония на подобна Независима Македония, след края на Първата и Втората световни войни, но и двете предложения са отхвърлени от Великите сили, Сърбия и Гърция. След края на Втората световна война започва процесът на културна автономия на Пиринска Македония като опит за осъществяването на идеята за Обединена Македония в рамките на Югославия.

## Употреба
Понятието „Обединена Македония“ се използва от началото на 1900 година, изключително във връзка с Балканската социалистическа федерация. Резолюцията на Коминтерна за създаване на македонска нация, публикувана като резолюция на ВМРО (обединена) през 1934 година, която създава свой областни комитети в Пиринска, Вардарска и Егейска Македония, също се основава на идеята за „Обединена Македония“. Раздорът между Тито и Сталин през 1948 година и загубата на комунистите в Гръцката гражданска война слагат край на Титовата мечта да обедини цялата област Македония под своя власт. Деян Джокич твърди, че с повторния отказ България да признае съществуването на „македонска“ нация и с победата на анти-комунистите в Гърция, Югославия остава единственото място за развитие на македонистките стремежи за държавност и квази-държавност.
Българската историография условно разделя историческата област Македония на три дяла, което разделение е валидно и за концепцията на македонистката „Обединена Македония“:
- Егейска Македония – трите административни области (без Западна Тракия) в Северна Гърция;
- Вардарска Македония – Северна Македония;
- Пиринска Македония – област Благоевград.

По-малко значение се обръща на малките по територия:
- Голо бърдо – район в Източна Албания (разглеждан като част от Вардарска Македония);
- Мала Преспа – район в Югоизточна Албания (понякога разглеждан като част от Егейска Македония);
- Прешево и Буяновац – градове в Южна Сърбия (разглеждани като част от Вардарска Македония);
- Качаник – град в Южно Косово (разглеждан също като част от Вардарска Македония).

## Същност
Същностен аспект на тази концепция е твърдението, че голяма част от населението на тези територии са репресирани „етнически македонци“, възприемащи тези райони като „неосвободени“ части на Македония. За македонските малцинства в Албания, България и Гърция се твърди, че броят им е намален в официалните преброявания. В Албания официално има 5000 етнически македонци, докато македонските националисти твърдят, че са около 120 000-350 000. В България има официално 1654 македонци, докато македонските националисти твърдят, че те са 200 000. В Гърция има славяноговорещо малцинство с различно самоопределение (македонци, гърци, българи), оценявано от изданието „Етнолог“ и наблюдателя на Гръцкия хелзинкски комитет на между 100 000 и 200 000 (според Гръцкия хелзинкски наблюдател само между 10 000 и 30 000 имат етническо македонско национално самосъзнание). Македонските националисти твърдят, че там има македонско малцинство, надвишаващо 800 000.
Концепцията за „Обединена Македония“ все още може да се открие сред официалните източници в Северна Македония, и се изучава в училищата чрез учебници и финансирани от правителството издания.